# Thomas Digges
Thomas Digges (/dɪgz/; ur. ok. 1546 w Wootton, zm. 24 sierpnia 1595 w Londynie) – angielski matematyk i astronom.

## Życiorys

### Pochodzenie i młodość
Thomas Digges był najstarszym synem angielskiego geodety, astronoma i matematyka Leonarda Diggesa. Wczesną edukację otrzymał od ojca, a gdy ten zmarł, dalszym kształceniem i wychowaniem 14-letniego wówczas Thomasa zajął się John Dee. Nie ma pewności co do formalnej edukacji Diggesa, ale istnieją przypuszczenia, iż ukończył on University College w Oksfordzie .

### Praca naukowa
Śmierć zaskoczyła Leonarda Diggesa podczas pracy nad zagadnieniem miernictwa i niwelacji. Thomas dokończył dzieło ojca, dodając do niego rozważania nad wielościanami foremnymi i półforemnymi oraz opis łączenia soczewek w celu zbudowania teleskopu, i opublikował w roku 1571 pod tytułem Pantometria. Mimo wspomnianego opisu, brak jest dowodów na to, że korzystał w swoich obserwacjach astronomicznych z teleskopu, wiadomo jedynie o używaniu przez niego laski św. Jakuba .

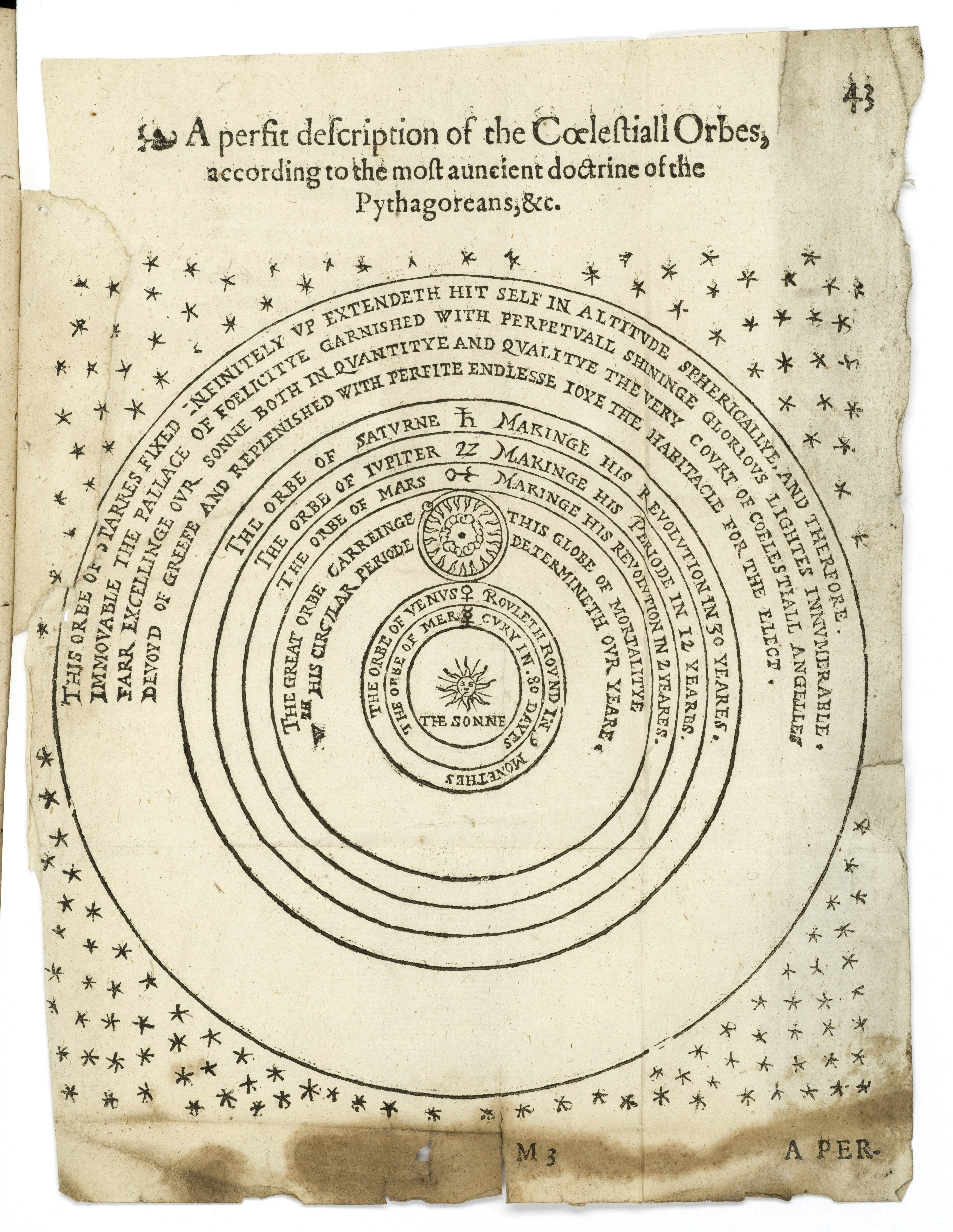
Schemat Wszechświata według Thomasa Diggesa (1576). Gwiazdy znajdują się w nieograniczonej przestrzeni, poza sferami otaczającymi system słoneczny, w różnych odległościach od niego.

W roku 1572 Digges zaobserwował nową gwiazdę, nazywaną obecnie SN 1572. Swoje bardzo dokładne obliczenia opublikował w następnym roku, w pracy Alae seu scalae mathematicae. Ponieważ podobne wyniki obserwacji ogłosił w tym czasie jego przyjaciel, John Dee (Parallaticae commentationis praxeosque nucleus quidam), obydwie prace były często przez księgarzy łączone w jeden tom  . Obserwacja SN 1572 wpłynęła istotnie na poglądy astronomiczne Diggesa. Już samo pojawienie się nowej gwiazdy było niezgodne z ówczesnymi koncepcjami na budowę wszechświata. Przeprowadzone przez Diggesa i innych obliczenia, mające doprowadzić do określenia jej paralaksy, wskazywały, że nie mogła się ona znajdować pomiędzy sferą Ziemi a sferą Księżyca, ale musiała znajdować się dalej, w sferze gwiazd stałych, co kłóciło się z ówczesną wiedzą astronomiczną. Digges stwierdził, że gwiazda jest idealnym obiektem obserwacji mogących doprowadzić do powstania nowych koncepcji organizacji wszechświata, jednak zaczęła ona stopniowo znikać z nieba w roku 1573. Wszystko to doprowadziło uczonego do przekonania o słuszności teorii heliocentrycznej.
W następnych latach Digges stał się pierwszym w Anglii  propagatorem teorii Mikołaja Kopernika. Przetłumaczył kosmologiczną część jego dzieła De revolutionibus orbium coelestium i opublikował w roku 1576, dołączając do tego tekstu własną teorię nieskończonego wszechświata, w którym nieruchome gwiazdy rozmieszczone są w różnych odległościach od Słońca. W pracy tej zawarł też postulat reformy zasad nawigacji w zgodzie ze stanem wiedzy matematycznej.
Mającemu miejsce w latach 70. XVI wieku stopniowemu angażowaniu się Diggesa w życie polityczne i obywatelskie, towarzyszyło przesunięcie jego zainteresowań z teorii matematycznej i astronomii na praktyczne zastosowania matematyki . Opublikowany w roku 1579 podręcznik matematyki dla żołnierzy – Stratioticos – był pierwszą  napisaną po angielsku pracą, w której poruszono zagadnienia balistyki. Pierwsza część tego trzytomowego, planowanego pierwotnie jako znacznie szersze , dzieła oparta była na szkicu pozostawionym przez ojca. W latach 80. z pola zainteresowania Diggesa zniknął kopernikanizm i algebra, a na plan pierwszy wysunęły się zagadnienia nawigacji i wojskowości, w tym zwłaszcza artylerii .

### Kariera wojskowa
Jesienią 1578 roku przybył w ślad za angielskimi najemnikami do Niderlandów, gdzie dokonał inspekcji fortyfikacji. Wstrząs, jaki przeżył obserwując niesubordynację angielskich żołnierzy, stał się jednym z powodów napisania Stratioticos – w jednym z tomów dzieła Digges objaśnia znaczenie dyscypliny i hierarchii wojskowej.
W latach 1581–1582 brał udział w opracowywaniu planów twierdzy i umocnień w porcie Dover .
W roku 1585 ponownie znalazł się w Niderlandach, tym razem z wojskami Roberta Dudleya. Powierzono mu tam funkcję oficera odpowiedzialnego za budowę umocnień ziemnych i rozdzielanie żołdu. Walka z nadużyciami finansowymi przysporzyła Diggesowi wielu nieprzyjaciół. W atmosferze narastającej wrogości, nie mogąc sobie poradzić z korupcją i nadużyciami, na początku 1588 roku zrezygnował ze służby w wojsku.

### Działalność polityczna
W latach 1572–1583 (jako przedstawiciel Wallingford) i 1584–1586 (z Southampton) Digges był członkiem Izby Gmin. Dał się poznać jako świetny mówca. Już na pierwszym posiedzeniu przedstawił swoje memorandum nawołujące żarliwie do egzekucji Thomasa Howarda.

## Dzieła
- Mathematical Discourse (opublikowane wraz z tekstem ojca – Pantometria – w roku 1571)
- Alae seu scalae mathematicae (1573)
- A Perfit Description of the Caelestial Orbes (opublikowane jako dodatek do nowego opracowania dzieła ojca – A Prognostication Everlasting – 1576)
- Stratioticos (1579)
- A Briefe Report of the Militarie Services done in the Low Countries, by the Erle of Leicester (1587)
- A Briefe and True Report of the Proceedings of the Earle of Leycester for the Reliefe of the Towne of Sluce (1590)